# Janusz Kindler
Janusz Antoni Kindler (ur. 9 maja 1934 w Warszawie, zm. 8 grudnia 2020 tamże) – polski inżynier, profesor nauk technicznych, członek Global Water Partnership i komitetów naukowych Polskiej Akademii Nauk, profesor Politechniki Warszawskiej, pracownik Instytutu Badań Systemowych (IIASA) w Laxenburgu w Austrii (1976–1983) i Banku Światowego (1992–1996).

## Życiorys
W 1950 roku ukończył VI Liceum Ogólnokształcące im. Tadeusza Reytana w Warszawie, a w 1956 roku studia na Wydziale Budownictwa Wodnego Politechniki Warszawskiej. W 1972 roku obronił w Instytucie Inżynierii Środowiska (Wydział Inżynierii Sanitarnej i Wodnej) Politechniki Warszawskiej pracę doktorską Optymalizacja planu dyspozytorskiego dla zespołu zbiorników w systemie wodno-gospodarczym, napisaną pod kierunkiem prof. dr. hab. Zdzisława Kaczmarka. Stopień doktora habilitowanego otrzymał w 1988 roku na podstawie rozprawy Projektowanie systemów wodno-gospodarczych; problem alokacji zasobów. W 1998 roku otrzymał tytuł profesora zwyczajnego w dziedzinie nauk technicznych.
W latach 1956–1968 pracował w Centralnym Biurze Studiów i Projektów Budownictwa Wodnego Hydroprojekt, w tym kierował projektem Amarah w Iraku. W latach 1968–1972 pełnił obowiązki dyrektora Biura Planu Operacyjnego „Wisła” w Centralnym Urzędzie Gospodarki Wodnej i współpracował z Programem Rozwoju ONZ. W latach 1972–2007 był pracownikiem Politechniki Warszawskiej w Instytucie Inżynierii Środowiska i, po zmianie nazwy w 1993 r., w Instytucie Systemów Inżynierii Środowiska. Od 1984 roku był zastępcą dyrektora Instytutu ds. Nauki, zaś w latach 1990–1992 dyrektorem Instytutu. W okresie 1999–2002 pełnił funkcję dziekana Wydziału Inżynierii Środowiska, a w latach 2000–2005 był kierownikiem Zakładu Gospodarki Wodnej i Hydrologii. W okresie 2002–2005 przewodniczył Komisji Senatu PW ds. Etyki Zawodowej. Również od 2002 r. był członkiem Państwowej Komisji ds. Stopni i Tytułów Naukowych w dyscyplinie inżynierii środowiska (sekcja nauk technicznych).
Na Politechnice Warszawskiej wykładał gospodarkę wodną, projektowanie i eksploatację systemów wodnogospodarczych, strategię, politykę i prawo międzynarodowe w ochronie środowiska. Prowadził wykłady i seminaria na zaproszenie Uniwersytetu Kyoto, Uniwersytetu w Lund, Politechniki Budapeszteńskiej, Wolnego Uniwersytetu Brukselskiego, Politechniki Praskiej, Uniwersytetu w Perugii oraz Wageningen University & Research.
Pod koniec lat 80. pracował jako przewodniczący Grupy Roboczej Programu Środowiska ONZ nad Studium Diagnostycznym i Master Planem Ochrony Środowiska Zlewni Jeziora Czad (Afryka). W 1990 został powołany przez rząd RP i Komisję Helsińską na zastępcę przewodniczącego Grupy Zadaniowej Wysokiego Szczebla, która była odpowiedzialna za opracowanie Wspólnego Kompleksowego Programu Ochrony Środowiska Morza Bałtyckiego. Między 1982 a 1990 był członkiem Komitetu Doradczego UNEP ds. Gospodarki Wodnej. W latach 2007–2008 był konsultantem prac nad perspektywicznym planem gospodarki wodnej w międzynarodowej zlewni rzeki Kura-Aras (południowy Kaukaz), finansowanych przez US AID. W okresie 2008–2009 był kierownikiem interdyscyplinarnego zespołu, który opracował projekt Narodowej Strategii Gospodarowania Wodami Polski do 2030 roku. W latach 2009–2010 pracował jako konsultant Banku Światowego w zakresie projektów dotyczących adaptacji do zmian klimatu w zlewni rzeki Sawy oraz strategii gospodarki wodnej w Kosowie, a także jako konsultant w projekcie dotyczącym adaptacji do zmian klimatu w sektorze rolnym Uzbekistanu.
Uczestniczył w obradach Okrągłego Stołu jako ekspert w podzespole ds. ekologii (strona solidarnościowa). Był członkiem licznych komitetów krajowych i zagranicznych. W latach 1990–1993 był pierwszym przewodniczącym Rady Nadzorczej Regional Environmental Center for Central and Eastern Europe (REC) w Budapeszcie. W 1994–1998 przewodniczył Komitetowi Naukowemu Gospodarki Wodnej (SCOWAR) przy International Council of Scientific Unions (ICSU). Był członkiem komitetu doradców Global Water Partnership (1996–1999), a w latach 2000–2005 przewodniczącym rady regionalnej Global Water Partnership ds. Europy Środkowo-Wschodniej. Był honorowym członkiem Węgierskiej Asocjacji Hydrologicznej.
Autor i współautor około 130 artykułów i referatów naukowych w pismach krajowych i zagranicznych, 12 książek i monografii, oraz autor bądź współautor opinii i ekspertyz dot. gospodarki wodnej opracowywanych dla Urzędu Rady Ministrów, Ministerstwa Rolnictwa i innych jednostek administracji państwowej.
Dwukrotnie żonaty. Jego pierwszą żoną była Maria Zaborowska, z którą miał dwóch synów – Marcina i Pawła. W 1971 ożenił się z Joanną Zawidzką, a w 1975 urodziła im się córka Marta. Razem wychowali piątkę dzieci (w tym córki Joanny Zawidzkiej i Anatola Gosiewskiego: Annę i Aleksandrę).
Zmarł w wieku 86 lat i spoczywa na cmentarzu Powązkowskim w Warszawie (kw. 52-2-5).

## Odznaczenia i wyróżnienia
- 2000 – międzynarodowa nagroda International Water Resources Association (IWRA) Chow Memorial Endowed Lecturer Award (za zasługi w pracy nad zarządzaniem zasobami wodnymi i środowiskiem na świecie, za lata służby na rzecz organizacji zajmujących się zasobami wodnymi)[10]
- 2002 – Złoty Krzyż Zasługi[11]
- 2007 – Medal Komisji Edukacji Narodowej[12][2]

## Wybrane publikacje
Opracowano na podst. materiału źródłowego:
- Modelling water demands. 1984. Brak numerów stron w książce (współautor)
- Interactive Water Resources Modeling and Model Use: An Overview. „Water Resources Research”. 21(2), s. 95–102, 1985. DOI: 10.1029/WR021i002p00095. (współautor)
- The process of water resources project planning: a systems approach. 1987. Brak numerów stron w książce (współautor)
- Projektowanie systemów wodno-gospodarczych w warunkach nieprecyzyjnego określenia potrzeb wodnych: problem alokacji zasobów. Prace Naukowe Politechniki Warszawskiej. Inżynieria Sanitarna i Wodna. Wydawnictwa Politechniki Warszawskiej, 1988. Brak numerów stron w książce
- Rationalizing Water Requirements with Aid of Fuzzy Allocation Model. „Journal of Water Resources Planning and Management-Asce”. 118(3), s. 308–323, 1992. DOI: 10.1061/(ASCE)0733-9496(1992)118:3(308).
- Some thoughts on the implementation of water quality management strategies for Central and Eastern Europe. „Water Science and Technology”. 30(5), s. 15–24, 1994.
- Linking Ecological and Development Objectivies: Trade-Offs and Imperatives. „Ecological Applications”. 8(3), s. 591–600, 1998.
- Modeling derived demand for irrigation water. „Agricultural Water Management”. 13(2-4), s. 403–410, 1998. DOI: 10.1016/0378-3774(88)90170-9.
- Governance for a Sustainable Future. „Working with Water”, s. 145, 2000. Russell Press Ltd.
- Integrated water resources management. „Global Water Partnership”, 2000. Sztokholm.brak numeru strony
- „Polityka gospodarki wodnej”. W: Ekoinnowacyjność dokumentów strategicznych – próba oceny. Raport Nr 1/2001. red. K. Kamieniecki. Instytut na Rzecz Ekorozwoju. Brak numerów stron w książce
- EU Water Framework Directive in the face of climatic uncertainties. „Publications of the Institute of Geophysics”, s. 65–69, 2004.
- An Action Plan to Clean up the Baltic. „Environment”. 35(8), 7, 1993. DOI: 10.1080/00139157.1993.9929112. (współautor)
- Balancing cost and water quality inmeeting EU directives (the Upper/Middle ODRA case study in Poland). „Water Policy”, s. 283–303, 1998. (współautor)
- „Rola politechnik w kształceniu i badaniach w zakresie inżynierii środowiska”. W: Monografie Komitetu Inżynierii Środowiska PAN. 2002, s. 9. (współautor)
- Ethics and uncertainty in Integrated Water Resources Management with special reference to transboundary issues in Water Ethics. 2007. Brak numerów stron w książce